# Nhóm ngôn ngữ Gaul-Rôman
Nhóm ngôn ngữ Gaul-Rôman thuộc nhóm ngôn ngữ Rôman bao gồm ngôn ngữ con tiếng Pháp, tiếng Occitan và tiếng tiếng Franco-Provençal (Arpitan). Tuy nhiên, các định nghĩa khác rộng hơn nhiều, bao gồm nhiều ngôn ngữ như tiếng Catalunya, nhóm ngôn ngữ Gaul-Ý, và nhóm ngôn ngữ Rhaetia-Rôman.
Tiếng Gaul-Rôman cổ là một trong ba ngôn ngữ trong đó Lời thề của Strasbourg được viết vào năm 842 Công nguyên.

## Phân loại
Nhóm ngôn ngữ Gaul-Rôman bao gồm:
- Tiếng Pháp, nhóm ngôn ngữ Oïl. Nhóm này bao gồm tiếng Pháp chuẩn, Orleanais, tiếng Gallo, tiếng Angevin, Tourangeau, Saintongeais, tiếng Poitevin, Bourgign, tiếng Picard, Tiếng Wallon, tiếng Lorrain và tiếng Norman.[7]
- Tiếng Arpitan, còn được gọi là Franco-Provençal, ở miền đông nam nước Pháp, miền tây Thụy Sĩ và khu vực Thung lũng Aosta ở tây bắc Italia. Trước đây được coi là một phương ngữ của Oïl hoặc Occitan, về mặt ngôn ngữ, nó là một ngôn ngữ riêng, hoặc một nhóm ngôn ngữ riêng biệt, vì nhiều phương ngữ của nó có ít khả năng thông hiểu lẫn nhau. Nó chia sẻ các đặc điểm của cả tiếng Pháp và tiếng Provençal.
- Tiếng Occitan hay tiếng Oc, có các phương ngữ như tiếng Provençal và tiếng Gascon-Aran.[8]

Các gia đình ngôn ngữ khác đôi khi được cho vào, bao gồm:
- Tiếng Catalunya có các dạng chuẩn của tiếng Catalunya và tiếng Valencia. Việc đưa tiếng Catalunya vào nhóm Gaul-Rôman bị tranh cãi bởi một số nhà ngôn ngữ học đưa nó vào nhóm Iberia-Rôman.[9] Tuy nhiên, nói chung, tiếng Catalunya hiện đại, đặc biệt là về mặt ngữ pháp, vẫn gần gũi với tiếng Occitan hiện đại hơn là tiếng Tây Ban Nha hoặc tiếng Bồ Đào Nha.
- Nhóm ngôn ngữ Rhaetia-Rôman, bao gồm tiếng Romansh của Thụy Sĩ, tiếng Ladin ở khu vực Dolomites và tiếng Friuli ở Friuli. Nhóm này có thể được phân vào nhóm Gaul-Rôman hoặc là một nhánh riêng biệt trong nhóm ngôn ngữ Tây Rôman. Nhóm Rhaetia-Rôman là một nhóm đa dạng, với các phương ngữ Ý chịu ảnh hưởng của tiếng Veneto và tiếng Ý và tiếng Romansh của Franco-Provençal.
- Nhóm ngôn ngữ Gaul-Ý. Chúng bao gồm tiếng Piemonte, tiếng Liguria, Tây và Đông Lombard, tiếng Emilia-Romagna, Gaul-Ý tại Sicily và Gaul-Ý tại Basilicata. Tiếng Veneto cũng là một phần của nhánh Gaul-Ý theo cả Ethnologue[10] và Glottolog[11]. Nhóm ngôn ngữ Gaul-Ý có thể được phân loại vào nhóm Gaul-Rôman hoặc là một nhánh con của nhóm ngôn ngữ Tây Rôman. Tiếng Liguria (và tiếng Veneto nếu được xem xét) giữ lại âm cuối -o, là (những) trường hợp ngoại lệ trong nhóm Gaul-Rôman.

Theo quan điểm của một số nhà ngôn ngữ học (Pierre Bec, Andreas Schorta, Heinrich Schmid, Geoffrey Hull), nhóm Rhaetia-Rôman và Gaul-Ý tạo thành một liên hiệp ngôn ngữ duy nhất có tên "Rhaetia-Cisalpine" hoặc "Padania", mà còn bao gồm các phương ngữ tiếng Veneto và tiếng Istria, có đặc điểm ngôn ngữ Ý được coi là nhợt nhạt và thứ yếu.

## Mở rộng địa lý truyền thống

Phạm vi gần đúng của các ngôn ngữ Gaul-Rôman được nói ở Châu Âu (theo định nghĩa rộng nhất của thuật ngữ này).

Nhóm ngôn ngữ Gaul-Rôman lan truyền bao xa thay đổi rất nhiều tùy thuộc vào ngôn ngữ nào được cho vào trong nhóm. Những ngôn ngữ được xem xét trong định nghĩa hẹp nhất của nó (ví dụ nhóm ngôn ngữ Oïl và tiếng Arpitan) được sử dụng ở mạn bắc nước Pháp, một phần của Flanders, Alsace, một phần của Lorraine, vùng Wallonia của Bỉ, Quần đảo Eo Biển, một phần của Thụy Sĩ và miền bắc nước Ý.
Ngày nay, một ngôn ngữ Gaul-Rọman (tiếng Pháp) chiếm ưu thế tại phần lớn khu vực địa lý này (bao gồm cả các khu vực phi Rôman trước đây của Pháp) và cũng đã lan rộng ra nước ngoài.
Ở phạm vi rộng nhất, khu vực này cũng bao gồm miền nam nước Pháp, Catalunya, Valencia và các Quần đảo Baleares ở miền đông Tây Ban Nha và phần lớn miền bắc Ý.